# Victor Lafay
Victor Lafay (* 17. ledna 1996) je francouzský profesionální silniční cyklista jezdící za UCI WorldTeam Decathlon–AG2R La Mondiale.

## Hlavní výsledky
2014
Tour du Valromey
 celkový vítěz
vítěz etap 2 a 3
2017
Národní šampionát
 vítěz silničního závodu do 23 let
Grand Prix Priessnitz spa
7. místo celkově
Rhône-Alpes Isère Tour
9. místo celkově
Tour de Savoie Mont Blanc
9. místo celkově
2018
Tour de Savoie Mont Blanc
vítěz 2. etapy
Mistrovství Evropy
 2. místo silniční závod do 23 let
2021
Giro d'Italia
vítěz 8. etapy
Arctic Race of Norway
3. místo celkově
 vítěz soutěže mladých jezdců
Volta a la Comunitat Valenciana
4. místo celkově
 vítěz soutěže mladých jezdců
2022
2. místo Classic Grand Besançon Doubs
Arctic Race of Norway
5. místo celkově
vítěz 3. etapy
6. místo Trofeo Laigueglia
2023
vítěz Classic Grand Besançon Doubs
Tour de France
vítěz 2. etapy
lídr  po etapách 2 – 3
3. místo Coppa Ugo Agostoni
4. místo Faun-Ardèche Classic
6. místo Valonský šíp
Route d'Occitanie
7. místo celkově
7. místo Tour du Jura

### Výsledky na Grand Tours
| Grand Tour      | 2020 | 2021 | 2022 | 2023 |
| --------------- | ---- | ---- | ---- | ---- |
| Giro d'Italia   | —    | DNF  | —    | —    |
| Tour de France  | —    | —    | DNF  | DNF  |
| Vuelta a España | 81   | —    | —    | —    |

| —   | Nezúčastnil se |
| DNF | Nedokončil     |